# Cumbre de Lisboa de 2010

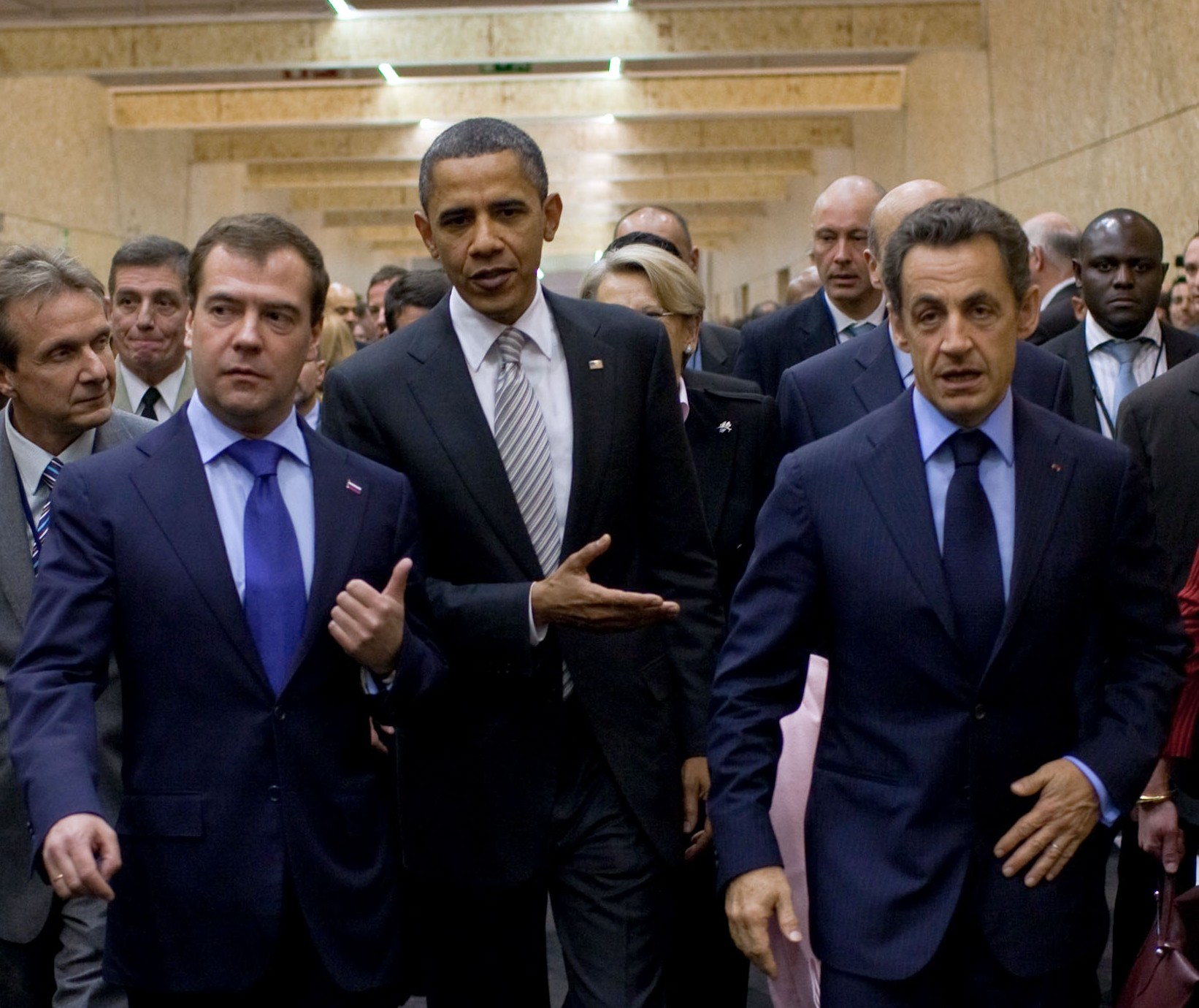
El presidente ruso Dmitri Medvédev, el presidente estadounidense Barack Obama y el presidente francés Nicolas Sarkozy, en la cumbre de Lisboa

La Cumbre de Lisboa de 2010 fue la reunión de jefes de Estado y de Gobierno de los Estados miembros de la OTAN celebrada en Lisboa los días 19 y 20 de noviembre de 2010.

## Asistentes

### Estados miembros

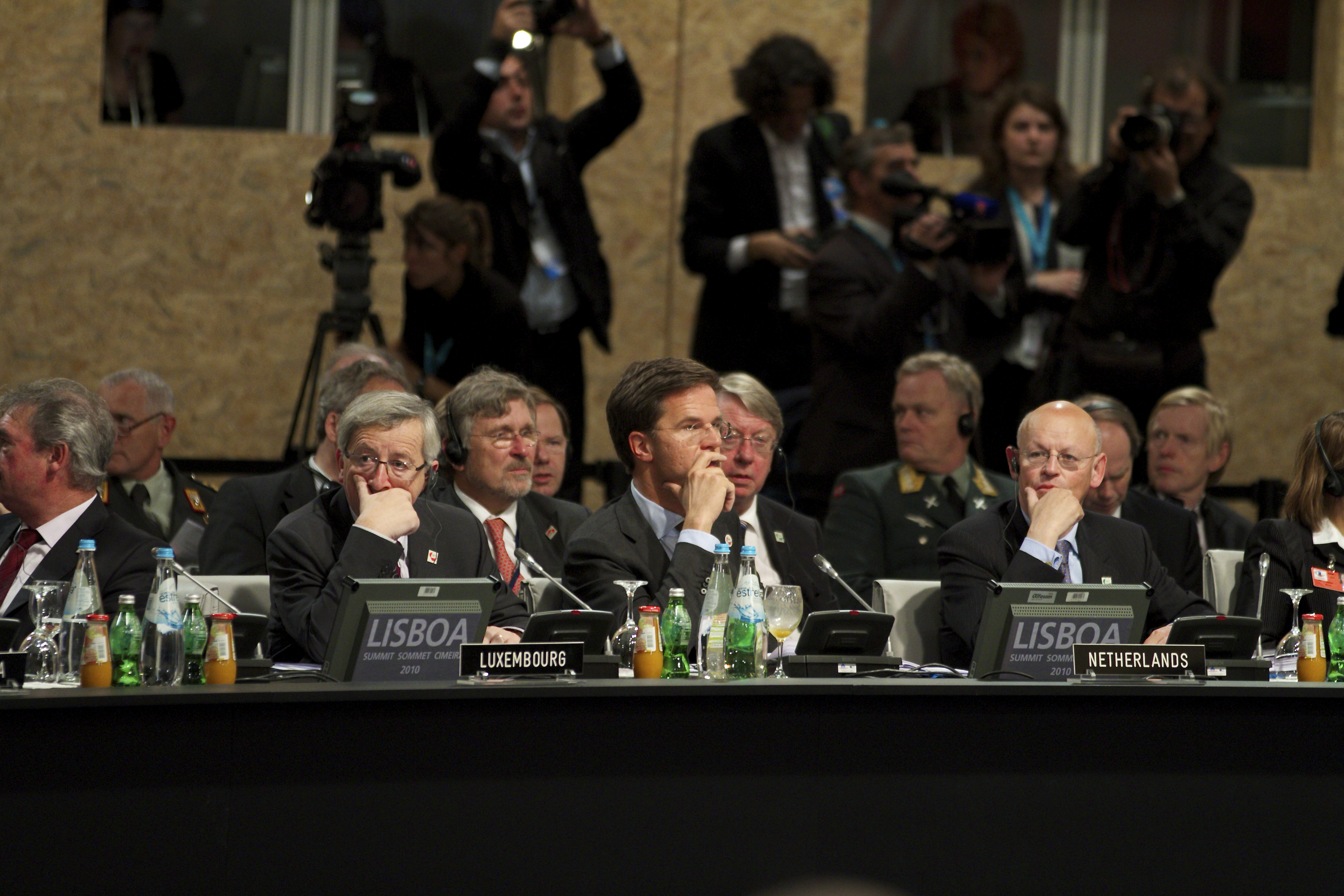
(from left to right) Prime Minister of Luxembourg Jean-Claude Juncker, Prime Minister of the Netherlands Mark Rutte, and Rutte's foreign minister Uri Rosenthal.

| - Albania – Presidente Bamir Topi - Bélgica – Primer Ministro Yves Leterme - Bulgaria – Presidente Georgi Parvanov - Canadá – Primer Ministro Stephen Harper - Croacia – Presidente Ivo Josipović - República Checa – Primer Ministro Petr Nečas - Dinamarca – Primer Ministro Lars Løkke Rasmussen - Estonia – Primer Ministro Andrus Ansip - Francia – Presidente Nicolas Sarkozy - Alemania – Canciller Angela Merkel - Grecia – Primer Ministro George Papandreou - Hungría – Primer Ministro Viktor Orbán - Islandia – Primer Ministro Jóhanna Sigurðardóttir - Italia – Primer Ministro Silvio Berlusconi | - Letonia – Primer Ministro Valdis Dombrovskis - Lituania – Presidente Dalia Grybauskaitė - Luxemburgo – Primer Ministro Jean-Claude Juncker - Países Bajos – Primer Ministro Mark Rutte - Noruega – Primer Ministro Jens Stoltenberg - Polonia – Presidente Bronisław Komorowski - Portugal – Primer Ministro José Sócrates - Rumania – Presidente Traian Băsescu - Eslovaquia – Presidente Ivan Gašparovič - Eslovenia – Primer Ministro Borut Pahor - España – Primer Ministro José Luis Rodríguez Zapatero - Turquía – Presidente Abdullah Gül - Reino Unido – Primer Ministro David Cameron - Estados Unidos – Presidente Barack Obama |

### Estados no miembros
Fuente: 
- Afganistán – Presidente Hamid Karzai, addressed the summit on 20 November.
- Armenia – Ministro de Asuntos Exteriores Eduard Nalbandyan
- Australia – Primer Ministro Julia Gillard y Ministro de Defensa Stephen Smith.[5]
- Austria – Presidente Heinz Fischer.
- Azerbaiyán – Presidente Ilham Aliyev.
- Bosnia-Herzegovina – Presidente de Bosnia-Herzegovina.
- Finlandia – Presidente Tarja Halonen.
- Georgia – Presidente Mikheil Saakashvili.[6] Georgia has been at the Intensified Dialogue stage of accession to NATO since 2006.
- Irlanda – Presidente Mary McAleese.
- Jordania – Primer Ministro Samir Rifai.
- Macedonia – Presidente Gjorge Ivanov.
- Malasia – Primer Ministro Najib Tun Razak..
- Mongolia – Presidente Tsakhiagiin Elbegdorj.
- Nueva Zelanda – Ministro de Asuntos Exteriores Murray McCully.
- Rusia – Presidente Dmitri Medvédev.
- Singapur
- Corea del Sur
- Suecia – Primer Ministro Fredrik Reinfeldt.
- Emiratos Árabes Unidos
- Naciones Unidas – Secretario General Ban Ki-moon[1]

## Desarrollo
La mayoría de los líderes presentes en Lisboa, entre los que se encontraba como invitado el presidente ruso Dmitri Medvédev, destacaron como uno de los principales logros de la cumbre haber puesto fin a la tensión que se vivió con Rusia durante la administración del anterior presidente norteamericano George W. Bush a causa de su proyectado Escudo Antimisiles. El secretario general de la OTAN Anders Fogh Rasmussen, afirmó: "[la cumbre] no sólo entierra los fantasmas del pasado sino que los exorciza". Por su parte el presidente estadounidense Barack Obama habló de Rusia como de "un socio, no un adversario" de la OTAN, a lo que el presidente Medvédev respondió: "Ahora miramos con optimismo al futuro". El acuerdo alcanzado entre Rusia y la OTAN consistía en que la primera aceptaba analizar los planes de la organización noratlántica de dotarse de un escudo antimisiles, a los que presentaría sus alegaciones en junio del año siguiente. "Tenemos que aclarar en qué consiste y los europeos deben aclarar sus ideas", declaró Medvédev. Por su parte Rasmussen afirmó: "por primera vez en la historia, la OTAN y Rusia colaborarán para defenderse".
El proyectado escudo antimisiles, que protegerá todo el espacio europeo, formará parte del nuevo "Concepto estratégico" (Strategic Concept) de la organización aprobado en la cumbre para los próximos diez años.
El tercer gran tema abordado en la cumbre fue la cuestión de la guerra de Afganistán, sobre la que el presidente ruso se mostró dispuesto a colaborar con la ISAF permitiendo que llegue material "no letal" a Afganistán a través de su país y colaborando con el gobierno afgano en la lucha antidroga. Por su parte los líderes de los diez países de la ISAF, junto con el presidente afgano Hamid Karzai, acordaron comenzar en la primavera de 2011 la transición en Afganistán con previsión de terminarla a finales de 2014 cuando se completaría la retirada de dos tercios de las tropas de la OTAN desplegadas aquel país, haciéndose cargo de la seguridad el ejército afgano, y permaneciendo el tercio restante -unos 50.000 efectivos- desarrollando labores de apoyo. El presidente Barack Obama aseguró, sin embargo, que Estados Unidos mantendría desplegada su capacidad antiterrorista hasta estar seguro de que Al Qaeda no fuese una amenaza. En el mismo sentido se expresó el secretario general de la OTAN, Rasmussen: "Si los talibanes o quien sea se creen que nos vamos se van a llevar una sorpresa. Nos quedaremos hasta terminar el trabajo".